# Boksay Sándor
Boksay Sándor (szlovákul: Alexa Bokšay) (Nagyláz, 1911. március 27. – Prága, 2007. augusztus 27.) labdarúgó, edző, az SK Rusj Užhorod és az SK Slavia Praha egykori legendás kapusa, a csehszlovák nemzeti válogatott szövetségi kapitánya.

## Pályafutása
Az Ungvár melletti Nagyláz faluban született és ott végezte el az elemi iskolát. Középiskolai tanulmányait az Ungvári Tanítószemináriumban folytatta, már akkor elkezdett érdeklődni a labdarúgás iránt és előbb az utcák, majd a tanintézetek közötti városi bajnokságokban vett részt. Idővel a tehetséges kapuvédőt felfedezték az Ungvári SK Rusj edzői, s így ő, alig 16 évesen bekerült Kárpátalja legjobb klubjának a felnőtt csapatába, amely az elkövetkező tíz év alatt a hat kerületi bajnoki cím mellett 1929-1934 között 6-szor győzött a kelet-szlovákiai bajnokságban, ötször volt döntőse (1929, 1930, 1931, 1932, 1935) és kétszer bajnoka (1933, 1936) az országos szlovák bajnokságnak. Ez Kárpátalja egyetlen csapata volt, amely az 1936/1937-es idényben kijutott a csehszlovák profiligába. A játékosok többsége tanár volt és a csapat a távolabb fekvő városokba tartandó mérkőzéseire, Európában az elsők között többnyire repülőgépekkel utazott, s ezért kiérdemelte a repülőtanárok becenevet. Boksay, aki kiváló védése miatt megérdemelten a „gumikapus” találó becenevet is megkapta, az Ungvári SK Rusj-nál töltött sikeres évei után, 1937-ben szerződött a prágai sztárcsapathoz, ahol váltotta a világhírű Frantisek Planickát. (Planicka az 1934-es világbajnokságon ezüstérmet szerző csehszlovák válogatott csapatkapitánya volt és abban az időszakban a földkerekség egyik legjobb kapusának számított. Az 1937. szeptember 19-én, Budapesten esedékes magyar‐csehszlovák mérkőzés előkészítéseként Boksay Sándort is jelölték a csehszlovák válogatottba, de a szerepeltetése ismeretlen ok miatt elmaradt. A magyar válogatott ezen a meccsen szenzációs, 8:3-as győzelmet aratott, ebből 7 gólt Sárosi György lőtt a hírek szerint akkor gyengélkedő Planicka kapujába. Ez az egy zsáknyi gól azóta is rekordnak számít a magyar labdarúgás történelmében az egy meccsen egy személy által elért találatok tekintetében.) A Slavia SK 1938-ban ezüstérmet szerzett a csehszlovák nemzeti bajnokság első osztályában, majd az elkövetkező években négyszer lett bajnok a cseh és morvaországi labdarúgó-bajnokságban, kétszer megnyerte Csehszlovákia labdarúgókupáját, és ugyancsak 1938-ban az akkoriban a kontinensen a legrangosabb Közép-Európai (Mitropa) Kupát is. Hatéves külföldi szereplése után befejezte az aktív pályafutását és edzői pályára lépett: dolgozott különféle cseh‐ és morva-i kluboknál, majd 1944-ben egy kis időre hazatért Kárpátaljára. Az időközben szerzett súlyos sérülése miatt azonban már nem játszhatott a kedvenc ungvári csapatában, s így aktív pályafutását befejezte. Mindazonáltal a labdarúgással nem hagyott fel és  1948-ban, egyedülálló módon a csehszlovákiai labdarúgó‐válogatott csapatának szövetségi kapitánya lett. Halálakor a legidősebb csehszlovák válogatott és az egyik legidősebb olyan magyar labdarúgó volt, aki más ország nemzeti válogatott csapatában szerepelt.

## Sikerei, díjai
Szlovák bajnokság
- bajnok (2): 1933, 1936
- 2. hely(5): 1929, 1930, 1931, 1932, 1935

Csehszlovák bajnokság
- 2. hely (1): 1938
- Cseh- és morvaországi bajnok: (4): 1940, 1941, 1942, 1943

Közép-Európai (Mitropa) Kupa
- kupagyőztes(1): 1938

## Fordítás
- Ez a szócikk részben vagy egészben  az   Alexa Bokšay című cseh Wikipédia-szócikk ezen változatának fordításán alapul.  Az eredeti cikk szerkesztőit annak laptörténete sorolja fel. Ez a jelzés csupán a megfogalmazás eredetét és a szerzői jogokat jelzi, nem szolgál a cikkben szereplő információk forrásmegjelöléseként.